# Стінгазета

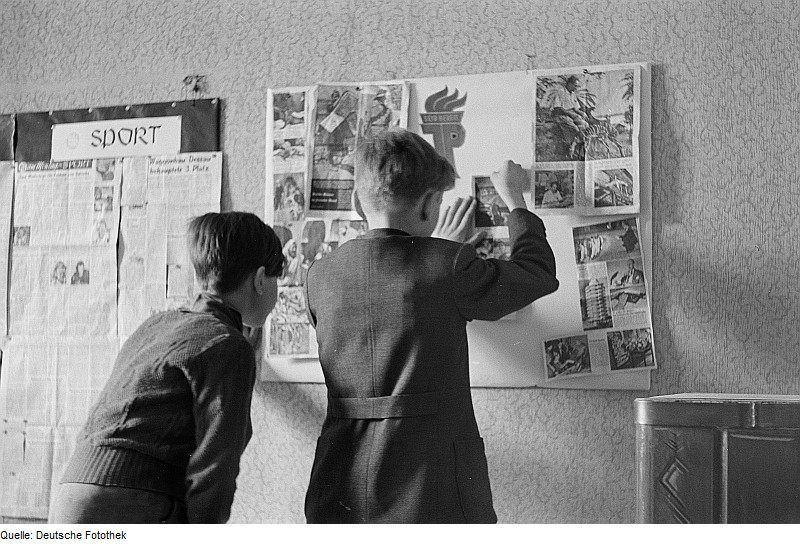
Двоє німецьких хлопців створюють стінгазету.

Стінгазета — рукописна або друкована газета, що вивішується на стіні, готується колективом певного закладу для висвітлення поточних новин цього закладу, публікації звітів або привітань зі святами.

## Історія
Як ознака масового самодіяльного феномену стінгазета отримала поширення з 1920-х років. Це поширення пов'язують з загальною демократизацією видань в добу непу. Проте, більшовицька влада не могла дозволити некерованого випуску стінгазет. Тому після XIII з'їзду ВКП(б) у травні 1924 року, на якому відбулося обговорення форм і проблем стінгазет, було розроблено детальні інструкції щодо їх створення, декору і змісту, а також щодо того, як зібрати гуртки сількорів (рабкорів, юнкорів). Тоді ж почали проводити численні конкурси стінних газет на міських, обласних, республіканських, всеросійських рівнях.
Теоретик більшовицької преси С. Б. Урицький писав:
Мы не можем сказать … где и когда появилась первая фабрично-заводская или первая деревенская стенная газета. … Но есть догадка, что родоначальником стенной газеты является производственный плакат и яркие, жесткие, бичующие классового врага, сатиры-плакаты Демьяна Бедного.
А у Великій радянській енциклопедії 1976 року сказано:
Стінгазети з'явилися одночасно з робсількорівським рухом як його опорні пункти. КПРС розглядає стінну пресу як важливу ділянку своєї ідеологічної й організаційної роботи. Парткомітети, бюро безпосередньо спрямовують діяльність редколегій С. Г. (…) У ході соціалістичного та комуністичного будівництва С. Г. зарекомендували себе як бойові помічники партійних організацій, як важливий засіб ідеологічного впливу
Кількість стінгазет значно зменшилась зі зменшенням ідеологічного тиску радянської влади і в період розпаду СРСР.
Попередниками стінних газет доби СРСР вважають:
- лубок (мальований чи друкований);
- поштівку;
- допереворотний російський плакат;
- родинні стінні газети в оселях письменних і освічених росіян.

## Назва і формат
Стінгазета — скорочення від «стінна газета», тобто газета, яку вивішують на стіні. Вона може мати власну назву чи не мати її взагалі. Зазвичай, використовують аркуш паперу формату А1. Стінгазета зазвичай має декілька колонок, пов'язаних змістом чи наскрізною темою або присвячених різним темам. Статті часто супроводжують малюнки чи вирізки з друкованих видань, фотокартки.
Назви стінних газет вражають різноманітністю як назв, так і їх навантаженням — серйозним, фахово спрямованим, політично спрямованим чи гумористичним. Серед них:
- «Їжак»
- «Полундра»
- «Колючка»
- «Радянський музикант»
- «Мі-ре» в консерваторії
- «Рампа» та «Театральні сюжети» в театральному інституті
- «Промінь сонця», що все висвітлює.

Стінгазети мали різний термін існування: від одного-двох років до двадцяти і більше. Так, тематику консерваторської стінгазети «Радянський музикант» описувала викладач Зоя Миколаївна Йовенко, яка понад 20 років (1950—1970-ті роки) була її головним редактором. Їх стінна газета виходила щомісячно, а кожний новий номер готувався заздалегідь із завданнями надавати нові статті, потрібні матеріали тощо. Консерваторська стінгазета мала тематичні відділи, присвячені навчальному процесу, вихованню, комсомольському життю, історії, гумору. Заполітизованість освітнього радянського закладу, нехай і музичного, сприяла появі в стінгазеті великої кількості офіційного матеріалу з політичним ухилом, тому не всі статті привертали увагу і цікавили студентство.
Помітним явищем статей радянських стінгазет були цензура чи самоцензура.
Статистика в одній з областей довела, що 1973 року в області випускали більш ніж 23000 стінгазет за один рік. Після розвалу СРСР стінгазети не зникли, хоча їх випуск помітно зменшився і зосередився у військових та освітніх закладах.
Місця багатьох стінних газет в освітніх закладах посіли друковані газети і навіть журнали. «Вісник НТСА», «Академічна панорама», «На плацу», «Слово — зброя», журнал «Центр Європи» виникли саме так і друкуються у відповідних освітніх закладах.

## У словниках
Найбільша кількість слів-назв, пов'язаних з «стінгазетою», була в російських словниках часів СРСР. Зокрема, вони увійшли до словників Ушакова, Ожегова, у видання « Толковый словарь языка Совдепии» В. Мокиєнко та Т. Нікітіної (1998). Йдеться про такі скорочення чи жаргонні назви:
- Стіннушка;
- Стінна;
- Стінгаз;
- Стінновка тощо.